# Hiroshi Takahashi (réalisateur)
 (août 2016).
Pour les articles homonymes, voir Takahashi et Hiroshi Takahashi.
Hiroshi Takahashi (高橋洋, Takahashi Hiroshi), né le 8 août 1959, est un scénariste, réalisateur, et critique de cinéma japonais.

## Biographie
Hiroshi Takahashi fait ses études à l'université Waseda.

## Filmographie sélective

### Réalisateur
- 2010 : Terreur (恐怖, Kyōfu?)[1]
- 2018 : Reiteki bolshevik (霊的ボリシェヴィキ?)

### Scénariste
- 1998 : Le Chemin du serpent (蛇の道, Hebi no michi?) de Kiyoshi Kurosawa
- 1998 : Ring (リング, Ringu?) de Hideo Nakata
- 1999 : Ring 2 (リング2, Ringu 2?) de Hideo Nakata